# Megrelia

Położenie na mapie Gruzji

Megrelia, Mingrelia (gruz. სამეგრელო, Samegrelo) – region w zachodniej Gruzji.
Megrelia od zachodu graniczy z Morzem Czarnym i Abchazją, od północy ze Swanetią i Leczchumi, od wschodu z Imeretią, a od południa z Gurią.
Region jest zamieszkany przez ludność gruzińską posługującą się językiem megrelskim, uważanym przez niektórych językoznawców za odrębny język, a przez innych za dialekt języka gruzińskiego.
Jedną ze znanych osób urodzonych w Megrelii był Ławrientij Beria. Megrelem był Zwiad Gamsachurdia, pierwszy prezydent niepodległej Gruzji w latach 1991–1992.